# میدان مسابقه

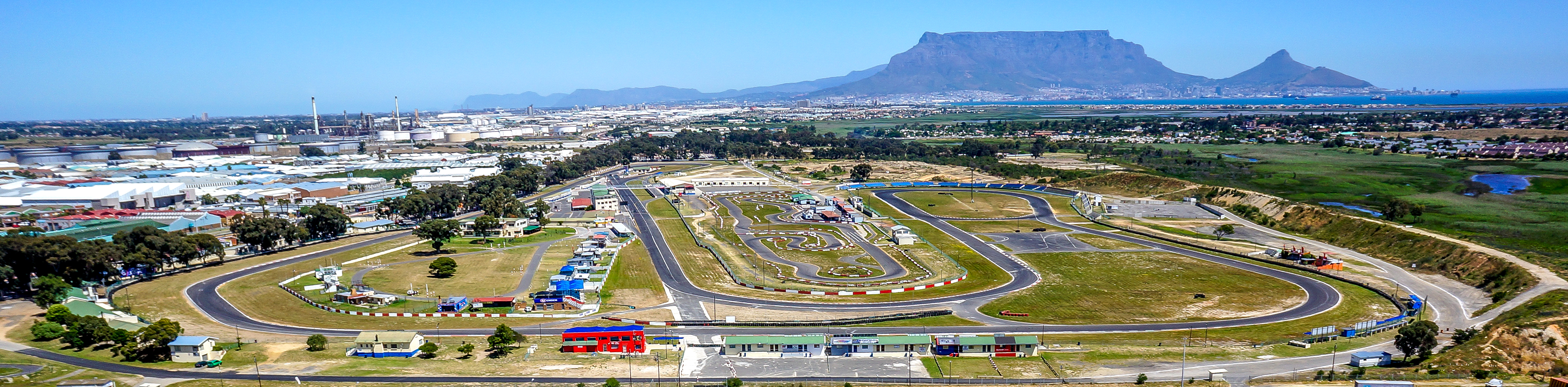
نمای هوایی میدان مسابقه موتورسواری کیلارنی در کیپ تاون آفریقای جنوبی

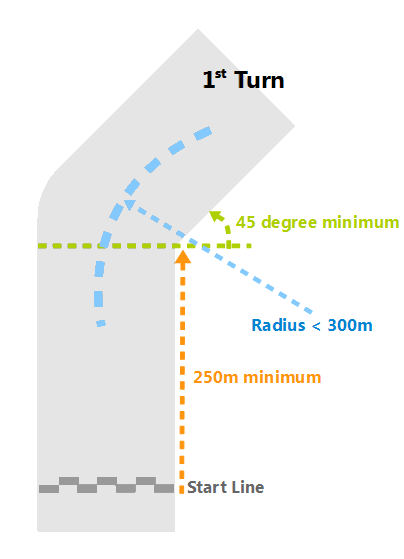
مشخصات پیچ اول (فدراسیون بین‌المللی اتومبیل‌رانی)

میدان مسابقه یا پیست مسابقه یا مسیر مسابقه یک محوطه است که برای رقابت میان وسایل نقلیه، ورزشکاران یا حیوانات (مانند مسابقات اسب‌دوانی) ایجاد می‌شود. یک میدان مسابقه می‌تواند سکوی تماشاگران نیز داشته باشد. میدان‌های مسابقه در مطالعهٔ جنبش جانوری نیز به کار می‌روند.
میدان مسابقه یک سازهٔ ثابت است. میدان‌های مسابقهٔ ساخته شده برای دوچرخه‌سواری ولودروم نامیده می‌شوند. معمولاً میدان‌های مسابقه به مصورت مدار بسته ساخته می‌شوند. در این حالت، می‌توان مسابقه را در تعداد دورهای مختلف برگزار کرد.

## پیشینه
شواهدی مبنی بر توسعهٔ میدان‌های مسابقه در برخی تمدن‌های باستانی وجود دارد. پیشرفته‌ترین میدان‌های مسابقهٔ باستانی در یونان باستان و امپراتوری روم ساخته شده‌بودند. این سازه‌ها برای مسابقهٔ اسب‌ها و گردونه‌ها طراحی شده‌بودند. ظرفیت ورزشگاه سیرکوس ماکسیموس در روم باستان ۲۰۰ هزار نفر بود.
امکانات مسابقه در قرون وسطی نیز موجود بود و گزارش‌هایی از یک مسابقهٔ عمومی در لندن در سال ۱۱۷۰ میلادی وجود دارد.
با اختراع خودرو در اواخر سدهٔ نوزدهم میلادی، میدان‌های مسابقه برای تطابق با وضعیت وسایل نقلیه طراحی شدند. نخستین میدان‌ها، میدان‌های اسب‌دوانیِ تغییر یافته بودند. مسابقات خودرویی در این میدان‌ها از سال ۱۸۹۶ در کرانستون (رود آیلند) آغاز شد. پیست سرعت ایندیاناپولیس در سال ۱۹۰۹ افتتاح شد.
در طراحی میدان‌های مسابقهٔ نوین، ایمنی تماشاگران بسیار مورد توجه قرار می‌گیرد. دلیل آن، حوادث مرگبار رخ داده برای تماشاگران و مجریان مسابقه است. تجهیزات به کار رفته برای ایمنی، معمولاً شامل حریم میدان، موانع و توری‌های بلند است.

## ورزش‌ها

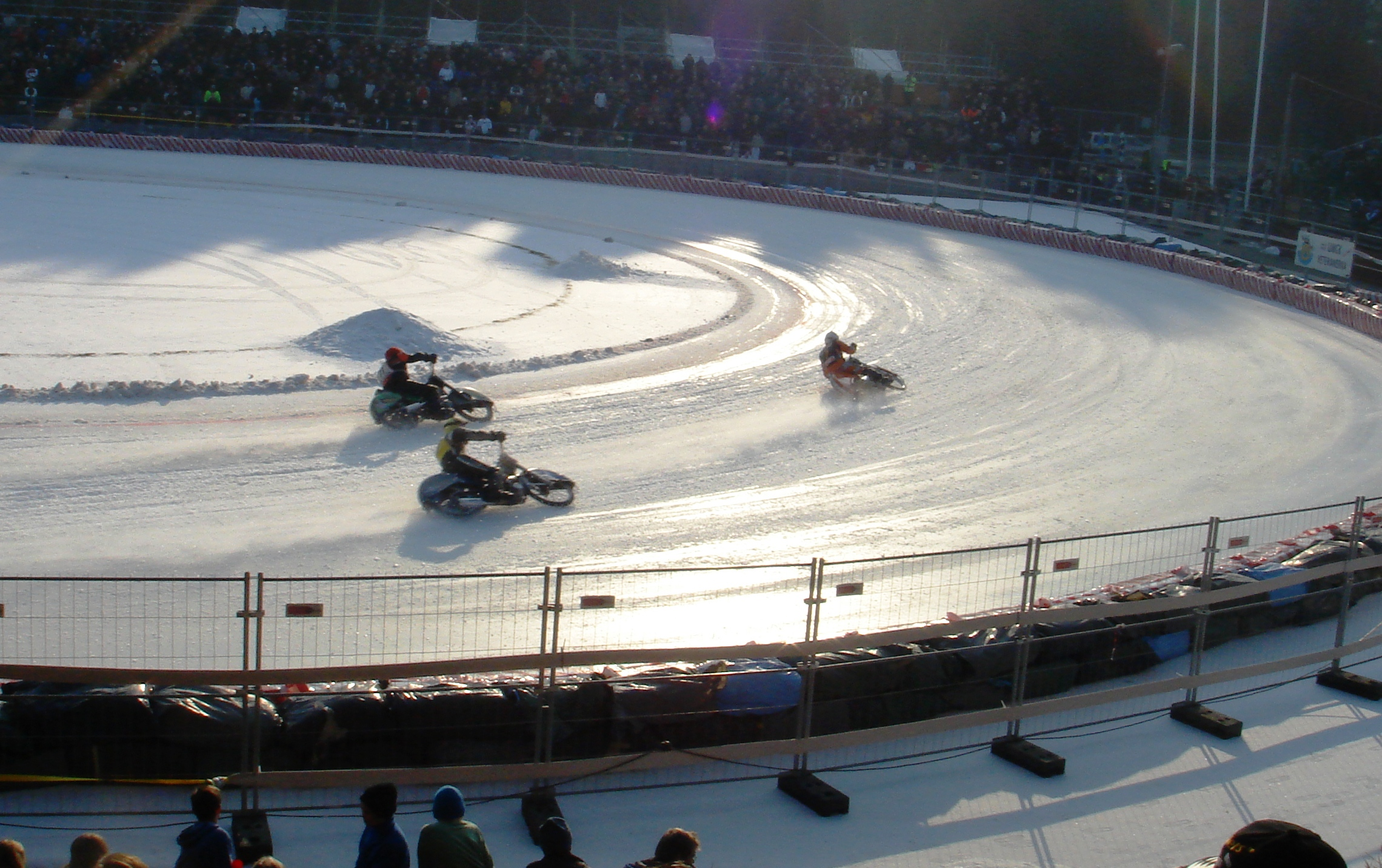
میدان موتورسواری روی یخ

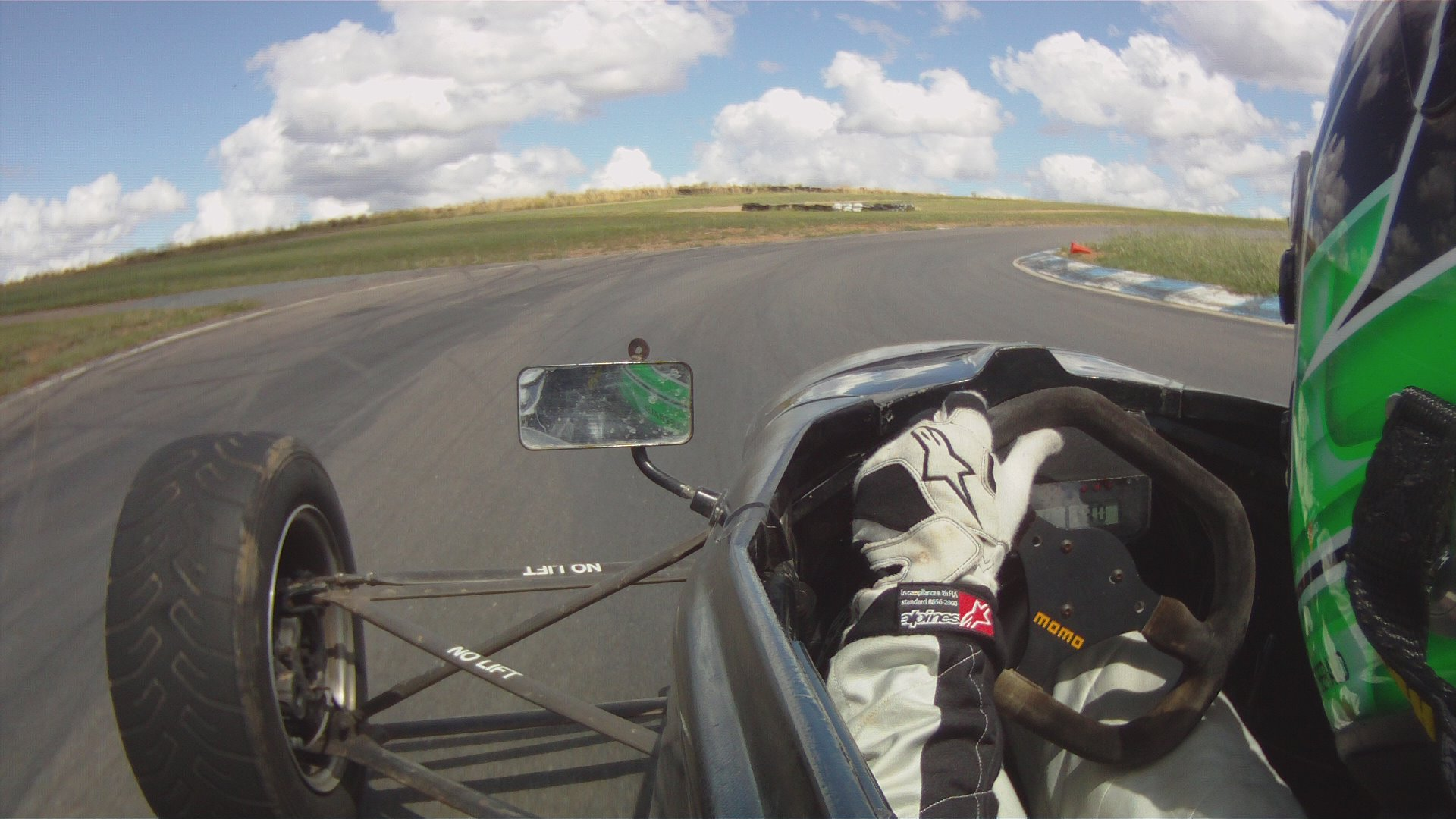
نمای میدان مسابقه از یک خودروی مسابقه در ویک‌فیلد استرالیا

میدان‌های مسابقه برای ورزش‌های زیر استفاده می‌شوند:

### ورزش‌های جانوری
- مسابقه اسب‌دوانی
- مسابقه کالسکه‌رانی
- مسابقه شترسواری

### ورزش‌های انسانی
- بابسلد
- اسکلتون
- دوچرخه‌سواری
- اسکیت سرعت
- دو و میدانی

### ورزش‌های موتوری
- اتومبیل‌رانی
- موتورسواری
- درگ
- کارتینگ

## سطح میدان
کفپوش سطح میدان یکی از موارد زیر است:
- بتن (ورزش‌های موتوری)
- آسفالت (ورزش‌های موتوری، دونده، دوچرخه)
- چمن (اسب، موتورسواری آماتور)
- خاک (اسب، خودرو، موتور)
- ماسه (اسب، شتر)
- چوب (دوچرخه)
- یخ
- قالی[۱]
- چمن مصنوعی[۲]